# Damien de Veuster
Svatý Jozef Damien De Veuster, známý též jako Otec malomocných, otec Damien nebo Damien z Molokai (3. ledna 1840 – 15. dubna 1889) byl vlámský katolický kněz, misionář a  řeholník z Kongregace Nejsvětějších Srdcí Ježíše a Marie , který zasvětil svůj život pomoci malomocným na ostrově Molokai na Havaji, kde působil od roku 1873. V roce 1884 zjistil, že se sám nakazil malomocenstvím a o 5 let později zemřel. Je patronem lidí trpících leprou a AIDS a patronem Havaje. Diváci vlámské VRT jej 1. prosince 2005 zvolili „Největším Belgičanem“ (De Grootste Belg) všech dob. 11. října 2009 byl papežem Benediktem XVI. svatořečen.

## Mládí
Otec Damián se narodil jako Josef De Veuster, druhé nejmladší z osmi dětí vlámského obchodníka s kukuřicí Joannese Franciscuse De Veuster a jeho ženy Anne-Catherine Wouters, v zemědělské vesnici Tremelo ve vlámském Brabantsku v Belgii, a sice třetího ledna 1840. Jeho starší sestry Eugénie a Pauline se staly řádovými sestrami a jeho starší bratr August se přidal ke Kongregaci nejsvětějších srdcí Ježíše a Marie. Josef byl nucen zanechat školy ve třinácti letech, aby pomáhal rodině na statku. Jeho otec jej posléze poslal na kolej v Braine-le-Comte, aby se připravil na své budoucí obchodní povolání, ale z podnětu redemptoristické misie se roku 1858 rozhodl Josef pro kněžskou dráhu.
Josef vstoupil do noviciátu kněží Nejsvětějších srdcí Ježíše a Marie v Lovani a přijal jméno Damián, podle lékaře a mučedníka ze čtvrtého století, svatého Damiána.
Jeho nadřízení se domnívali, že není vhodným kandidátem pro kněžskou službu kvůli jeho nedostatečnému vzdělání. Latinu se proto zarytě doučoval, až se v ní stal mimořádně dobrým, což mu otevřelo cestu ke kněžskému povolání. Během jeho studií se Damián denně modlil před obrazem sv. Františka Xaverského, patrona misionářů, aby byl poslán na misie. O tři roky později, kdy jeho bratr August (otec Pamfilus) nemohl odcestovat ze zdravotních důvodů, bylo nabídnuto Damiánovi jeho místo, a Damián tak odjel na Havajské ostrovy coby misionář.

## Misie na Havaji
19. března 1864 dorazil Damián do Honolulu na ostrově Oahu a až zde byl vysvěcen na kněze na místě dnešní Katedrály naší Paní míru.
Následující rok ve farnosti Severní Kohala na ostrově Hawaii. Havajské království se tou dobou potýkalo s nedostatkem pracovních sil i se zdravotnickou krizí. Domorodí Havajané umírali ve velkých počtech kvůli neštovicím, choleře, chřipce, syfilidě a černému kašli, kteréžto nemoci sem byly přivlečeny cizozemskými obchodníky a námořníky. Tisíce jich tak umíraly na choroby, proti kterým byl jejich imunitní systém bezmocný.
Čínští dělníci údajně na ostrovy ve třicátých letech devatenáctého století přitáhli lepru. Toho času se lepra považovala za vysoce nakažlivou a nevyléčitelnou nemoc. Ze strachu před ní vydal roku 1865 král Kamehameha V. zákon o prevenci jejího šíření, který nařizoval všem postiženým stáhnout se do karantény na ostrov Molokai, konkrétně do usedlosti Kalawao a později zde vzniklo také sídlo zvané Kalaupapa (území těchto dvou vesnic je od zbytku ostrova odděleno strmým horským hřebenem). Mezi lety 1866 a 1869 sem bylo posláno na 8 000 Havajců.
Královská zdravotní rada nejprve poskytovala izolovaným lidem jídlo, a i jiné zásoby, ale nebylo v její moci nabídnout pacientům jakoukoliv lékařskou péči. V plánu zřejmě bylo, že malomocní budou zakrátko soběstační a budou sami hospodařit, avšak vzhledem k povaze onemocnění a také přírodním podmínkám na poloostrově to bylo vpravdě neuskutečnitelné.
Izolace a beznadějné podmínky se musely projevit i na psychice obyvatel. Podle Katolické encyklopedie (1911) do roku 1868 „převládla opilost a oplzlé chování. Bezstarostní, dobromyslní lidé se zdáli být zcela změněni.“

### Misie na Molokai
Biskup Louis Désiré Maigret, apoštolský vikář honolulské diecéze, věřil, že malomocní potřebují katolického kněze, ale zároveň si byl vědom toho, že tento úkol nebude bez potíží. Nechtěl poslat žádného kněze rozkazem. Nakonec po mnoha modlitbách se přihlásili čtyři kněží jako dobrovolníci, mezi nimi i otec Damián. Biskup zamýšlel, že se tito čtyři budou postupně střídat ve své službě mezi lidmi nakaženými leprou. 10. května 1873 dorazil první dobrovolník, otec Damián, k izolované osadě Kalaupapa, kde byl místním obyvatelům představen biskupem.
Pod vedením otce Damiána byly prosazeny základní zákony a ustavena jistá samospráva. Součástí jeho kněžské služby zde bylo pečování o nemocné, budování vodních nádrží, domů a nábytku stejně jako zhotovování rakví a kopání hrobů. Pomáhal s vyučováním, malováním domů, hospodařením na polích, organizoval stavby kaplí, silnic, nemocnic i kostela. Šest měsíců po příjezdu na Kalawao napsal v dopise svému bratru Pamfilovi do Evropy: „…Učinil jsem se malomocným vedle ostatních malomocných, abych všechny získal pro Ježíše Krista.“

### Uznání během života
Král David Kalakaua udělil Damiánovi vyznamenání Rytířského velitele královského řádu Kalakaua. Když králova dcera, princezna Lydia Lili´uokalani, navštívila kolonii, aby mu předala medaili, byla údajně velice rozrušena a dojata při pohledu na nemocné, že nebyla schopna proslovu. Princezna šířila své postřehy, vyzdvihujíc Damiánovu roli při péči o postižené a Damián se následně stal známý i mezinárodně. Američtí protestanti se složili významnou částkou na podporu jeho misionářské činnosti a anglikánská církev poslala jídlo, léky, šatstvo a jiné potřeby pro život kolonie.

### Nemoc a smrt
V prosinci roku 1884 vložil Damián nechtěně nohu do vroucí vody, až se mu objevily puchýře. Avšak on nic necítil. Tímto, celkem běžným, způsobem zjistil, že i on se po jedenácti letech života v kolonii nakazil malomocenstvím, ale v práci mu to nezabránilo.
O rok později se jej pokoušel vyléčit jistý japonský lékař, Masanao Goto, kterému se vskutku podařilo zmírnit některé symptomy. Navzdory skutečnosti, že nemoc jej oslabovala a zpomalovala, Damián nepolevoval a ve svém zbývajícím čase se snažil dokončit co možná nejvíce. V tom mu pomáhali i čtyři dobrovolníci, kteří do kolonie nově přijeli a postupně Damiána v jeho práci zastoupili. Damián ulehl na lůžko v březnu roku 1889 a záhy, 15. dubna 1889, po 16 letech na ostrově zemřel.
V lednu roku 1936 byly Damiánovy ostatky převezeny zpět do Belgie a nyní je pohřben v Lovani. Po jeho blahořečení byly na Molokai převezeny pozůstatky jeho ruky a pohřbeny jako upomínka na původním místě.

## Kanonizace
Papež Pavel VI. označil Damiána za ctihodného, Jan Pavel II. jej prohlásil blahoslaveným a svatořečen byl 11. října 2009 Benediktem XVI.
Damiánovi byly po smrti připočteny dva zázraky, respektive dvě nevysvětlitelná uzdravení poté, co se k němu dotyčné osoby modlily. Svátek Damiána de Veuster je slaven 10. května podle církevního kalendáře nebo v den jeho úmrtí 15. dubna.